# محمد بن صالح ريس
محمد باشا بن صالح ريس، كان باي لارباي أفريقيا. والي الجزائر في الفترة بين 1566 و1567 وهو ابن باي الجزائر الشهير صالح ريس، ساهم في رد هجومات الاسبان على الجزائر وكذلك حرص على توسعة وتحصين مدينة الجزائر، فبنى برجين احدهما سمي بإسمه والثاني سمي حاج علي وبعد ذلك برج قلج على ثم باسم باب الواد
خلفه على ولاية الجزائر البحار الشهير علج علي باشا.

### مقالات ذات صلة
- أيالة الجزائر